# Jonas Brothers
Jonas Brothers je americká hudební skupina skládající se ze 3 členů – jsou jimi bratři Kevin Jonas, Joe Jonas a Nick Jonas. Kapela vznikla v roce 2005 a ve svých počátcích se proslavila účinkováním v pořadech společnosti Disney. V roce 2006 vydala pod společností Columbia Records debutové album It's About Time. Po roce navázali spolupráci s nahrávací společní Disneyho Hollywood dostali se tak do širšího povědomí díky účinkování v seriálu Hannah Montana, vlastním seriálu Jonas a filmu Camp Rock, kde účinkovali se zpěvačkou Demi Lovato.
Po vydání několika dalších alb se kapela v roce 2013 rozpadla a svůj comeback oznámila na začátku roku 2019 spolu s novým singlem "Sucker". Ten se stal několikanásobně platinovým a byl nominován na ceny MTV a Grammy.

## Životopis
Bratři pocházejí z New Jersey v USA, čtvrtý sourozenec Franklin není součástí kapely. Jejich matka Denise má italské kořeny, vyrůstala v Newburgh ve státě New York. Otec Kevin Jonas vyrůstal na venkově v Severní Karolíně a již od sedmi let se věnoval zpěvu. Manželé se potkali v Christ for the Nations Institute v Dallasu, po šesti měsících se zasnoubili a vzali se v srpnu roku 1985 (oběma bylo v té době 18 let).
Jejich otec se stal po konci studií pastorem, což výrazně ovlivnilo celou jejich rodinu. Velmi ale tíhl k hudbě, proto opustil práci a rodina se odstěhovala k rodičům Denise do Arizony. Po překonání finanční tísně, kdy si museli vypomáhat i potravinovými lístky se Kevinovi podařilo spojit svou zálibu v hudbě s prací v církvi a objížděli na začátku 90. let univerzity s hudebním programem – v té době měli již dvě děti, staršího Kevina a Joea. Později pak dostal nabídku práce pastora v kostele ve městě Wyckoff, kde se rodina usadila.
Hudební kariéra bratrů začala již v útlém věku. Nick Jonas vystupoval již v osmi letech na Brodwayi v muzikálu "A Christmas Carol" (Vánoční koleda) a později si zahrál v několika dalších inscenacích. Jeho bratr Joe se objevil v muzikálu "Oliver!" jako Artful Dodger (na motivy knihy Oliver Twist), zatímco Kevin se prosadil v reklamě.
Všichni tři bratři jsou ženatí a se svými partnerkami se objevili i ve videoklipech ke svým singlům "Sucker" a "What A Man Gotta Do". Joe Jonas přiznal, že vřelý vztah jeho tehdejší manželky herečky Sophie Turner k jeho dvěma bratrům byl impulsem k tomu, aby i on sám vztahy s nimi obnovil. Nickovou manželkou je o deset let starší indická herečka a modelka, bývalá Miss World z roku 2000, Priyanka Chopra. Kevin je od roku 2009 ženatý s o rok starší Danielle, se kterou má dvě dcery Alenu a Valentinu.

## Historie

### Nick Jonas: Objev a sólové album (1999–2005)
Skupina začala jako sólový projekt Nicka Jonase. Už jako sedmiletý začal hrát na Broadwayi, kde se objevil v několika hrách, včetně A Christmas Carol (v roce 2000 jako Tiny Tim, pak jako Scrooge), Annie Get Your Gun (2001 – Little Jake), Kráska a Zvíře (2002 – Chip) a Les Misérables (2003 – Gavroche). Po skončení Les Misérables hrál v The Sound Of Music (Kurt) a v Paper Mill Playhouse.
Během účinkování ve hře Kráska a Zvíře napsal Nick společně s otcem píseň nazvanou "Joy To The World (A Christmas Prayer)". Nick tuto píseň předvedl na Broadwayi v roce 2002 a píseň byla zařazena do křesťanských rádií po celé Americe. Zatímco Nick pracoval na své sólové dráze, Joe ho následoval na Broadway a objevil se ve hře La Bohéme. Ten rok začali bratři psát písně společně.
V září 2004 se manažer Columbia Records dozvěděl o Nickově nahrávce. Nick brzy nato podepsal smlouvu s INO Records a Columbia Records a vydal single "Dear God". Druhým singlem byla předělávka songu "Joy To The World (A Christmas Prayer)". V prosinci vyšlo Nickovo první sólové album nazvané Nicholas Jonas. Album ale vyšlo jen v omezeném vydání. Nick se svými bratry napsal další písničky pro nové album. Na počátku roku 2005 došlo ke změně prezidenta společnosti Columbia Records, který se po poslechnutí písně "Please Be Mine" rozhodl zapsat tři bratry jako skupinu.

### It's About Time (2005–2006)
Po podepsání smlouvy s Columbia Records se bratři rozhodli pojmenovat kapelu "Jonas Brothers". Během roku 2005 se snažili více dostat do povědomí lidí. Druhou část roku strávili na turné zaměřené proti užívání drog se skupinami Aly & AJ a The Cheetah Girls. Na začátku roku 2006 se spojili s duem The Veronicas. Pracovali také na debutovém albu It's About Time s několika textaři, včetně Adama Schlesingera, Michaela Manginiho, Desmonda Childiho, Billyho Manna a Stevea Greenberga. Album mělo původně vyjít v únoru 2006, ale datum vydání se několikrát posunuto. Na albu se objevily i dvě coververze – "Year 3000" a "What I Go To School For" (od britské skupiny Busted).
První singl "Mandy" vyšel 27. prosince 2005. Hudební video mělo premiéru na televizním kanále MTV 22. února 2006. Další píseň "Time For Me To Fly" se objevila na soundtracku k filmu "Aquamarine". V březnu byl singl Mandy uveden v seriálu televizní stanice Nickelodeon s názvem "Zoey 101: Spring Break-Up" a na soundtracku k "Zoey 101: Music Mix". Skupina dále účinkovala v "Cartoon Cartoon Fridays" stanice Cartoon Network. Nazpívali také coververzi písně "Yo Ho (A Pirate's Life For Me)" z filmu Piráti z Karibiku pro album DisneyMania 4, vydané 4. dubna 2006. Během letních prázdnin roku 2006 byli na turné se skupinou Aly & AJ. Jonas Brothers také nahráli úvodní song k animovanému seriálu z produkce Disney - Americký Drak: Jake Long.

Album It's About Time vyšlo 8. srpna 2006. Bylo to omezené vydání pouze 50 000 kopií a mělo být nabídnuto na aukčních webech, například eBay. Vzhledem k tomu, že Sony neměl o kapelu další zájem, Jonas Brothers zvažovali změnu vydavatele. 3. října 2006 vyšla Nickova skladba "Joy To The World (A Christmas Prayer)" na albu Joy to the World: The Ultimate Christmas Collection. Ještě v říjnu Jonas Brothers nazpívali "Poor Unfortunate Souls" k filmu "The Little Mermaid (Ariel)". Byl natočen i videoklip a společně s ním se objevil na soundtracku k filmu. Druhým singlem byl "Year 3000". Singl se stal populárním na Radio Disney a hudební video debutovalo na Disney Channel v lednu 2007. Skupina nakonec ukončila spolupráci s Columbia Records začátkem roku 2007.

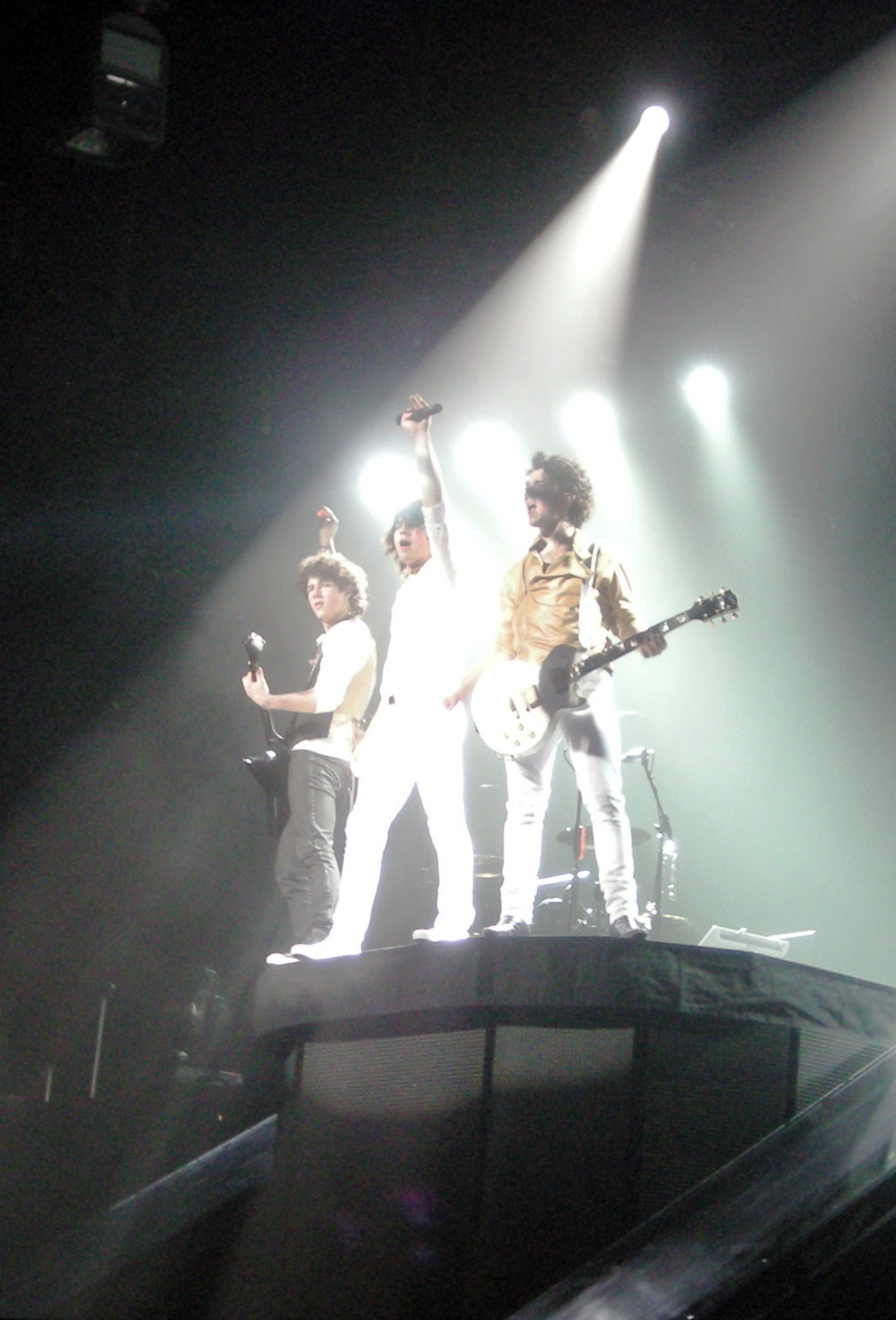
Jonas Brothers na turné "Look Me In The Eyes Tour", 2008

### Jonas Brothers (2007–2008)
Po kratší době bez vydavatelství podepisují v únoru 2007 smlouvu s Hollywood Records. Přibližně ve stejné době se začínají bratři objevovat v reklamě na Babby Bottle Pop. 24. března jim vyjdou dvě nové skladby na dvou různých albech: "Kids Of The Future" ze soundtracku k filmu Robinsonovi a "I Wanna Be Like You" z DisneyMania 5.
9. dubna 2007 vystupovali v Bílém Domě na Easter Egg Roll, kde zpívali národní hymnu. 27. června vystoupili na slavnosti "Celebrating Women in Sports Tee Ball Game", kde opět zpívali národní hymnu. Jejich druhé album s názvem Jonas Brothers vyšlo 7. srpna 2007. V žebříčku Billboard 200 debutovalo na 5. místě hned v prvním týdnu. Krátce před vydáním alba vyšly spolu s hudebními videoklipy singly "Hold On" a "SOS".
V srpnu skupina hostovala v několika televizních seriálech. Sami sebe si zahráli v seriálu Hannah Montana ve 42. epizodě nazvané "Me and Mr. Jonas and Mr. Jonas and Mr. Jonas", kde ztvárnili oblíbenou kapely fiktivní postavy zpěvačky Hannah Montany. Společně s Miley Cyrusovou pro tuto epizodu nazpívali píseň "We Got The Party With Us". Premiéra epizody krátce po vysílání filmu High School Musical 2 přitáhla k obrazovkám během jedné noci 10.7 milionů diváků.
24. srpna zahráli Jonas Brothers dvě písně na Miss Teen USA. Následující den vystupovali na závěrečném ceremoniálu "Disney Channel Games 2007". 26. srpna předávali ceny na Teen Choice Awards společně s Miley Cyrusovou. Začátkem října 2007 vyjeli společně jako předskokani Miley Cyrusové na její turné "Best Of Both World: Meet Miley Cyrus", na kterém jsou do poloviny prosince. 18. listopadu 2007 vystupovali se skladbou "SOS" na American Music Awards. 22. listopadu pak vystupovali na "81. Macy's Thanksgiving Day Parade". Na konci roku 2007 vystupují bratři se svými singly "Hold On" a "SOS" v Dick Clark's New Year's Rockin' Eve. Jonas Brothers zahajují své turné "When You Look Me In The Eyes Tour". První zastávkou je Tucson v Arizoně. Vystupovali jak se staršími hity, tak i s písněmi z připravovaného alba A Little Bit Longer.

### A Little Bit Longer (2008–2009)

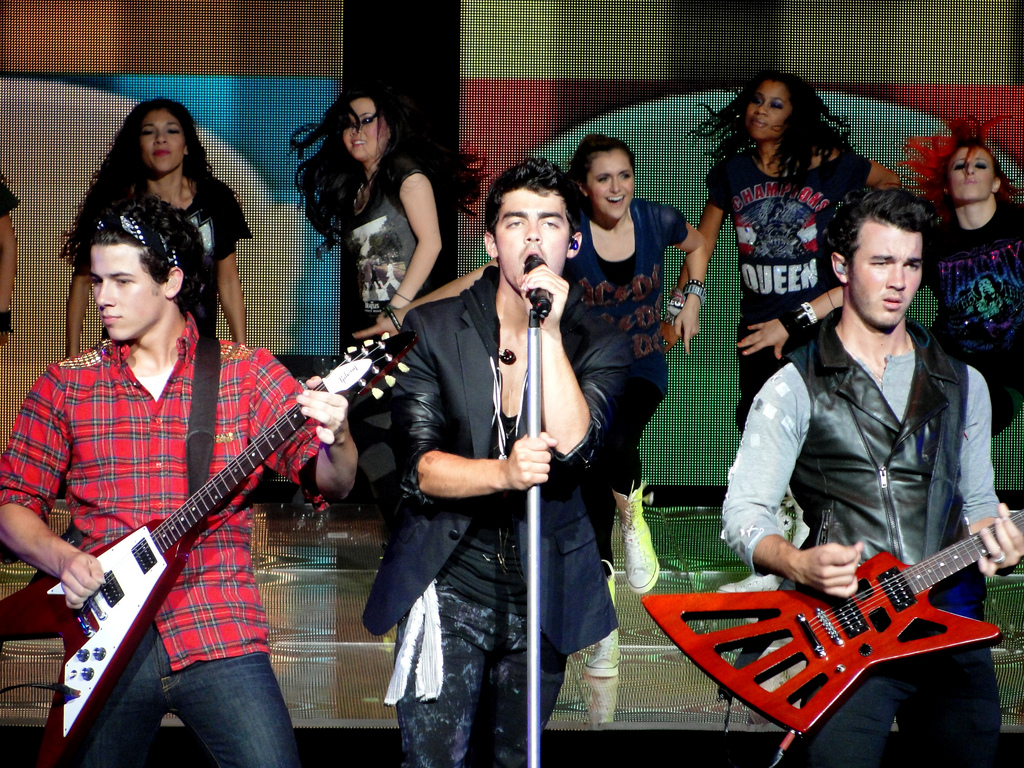
Jonas Brothers na turné s účinkujícími z filmu Camp Rock 2, 2010.

Třetí studiové album A Little Bit Longer vyšlo v USA 12. srpna 2008. Již 24. června společnost iTunes oznámila, že by mohla vydat každé dva týdny jednu píseň z připravovaného alba a nákup každé písničky by se vztahoval zhruba na celý náklad za celé album, které by mohlo být zakoupeno prostřednictvím celé kompletní série písniček na iTunes po vydání samotného alba. Každá písnička samozřejmě představovala podcast. Harmonogram vydání byl následující: 24. června 2008 – "Burnin'Up", 15. července 2008 – "Pushin' Me Away", 29. července 2008 – "Tonight" a 5. srpna 2008 – "A Little Bit Longer". Všechny písničky se na iTunes držely na prvním místě prodejů po několik dní.
Po turné "When You Look Me In The Eyes Tour", které skončilo 22. března 2008, oznámili Jonas Brothers, že budou předskokani na druhé části turné zpěvačky Avril Lavigne. To se konalo v Evropě od května do pozdního června 2008. Kapela si zahrála ve filmu Camp Rock, kde hrála fiktivní kapelu s názvem Connect Three. Film měl premiéru v červnu 2008 na Disney Channel. Při natáčení filmu Camp Rock spolupracovali také na albu jejich kamarádky a spoluúčinkující Demi Lovato. Její album Don't Forget vyšlo 23. září 2008. Soundtrack ke Camp Rock byl vydán 17. června 2008.

Během léta 2008 je kapela na turné po Severní Americe s názvem "Burning Up Tour",  kde propagují především nové album A Little Bit Longer. Turné odstartovalo 7. července 2008 v Torontu, Ontariu. Disney Digital 3D natočil záznam ze dvou show v Kalifornii, které se konaly 13. a 14. července 2008. Obou show se zúčastnila i zpěvačka Taylor Swift. Záznam byl zpracován a vyšel jako film ve 3D a to 22. února 2009. V červenci téhož roku Nick oznámil, že kapela píše nové písničky pro další nové album.

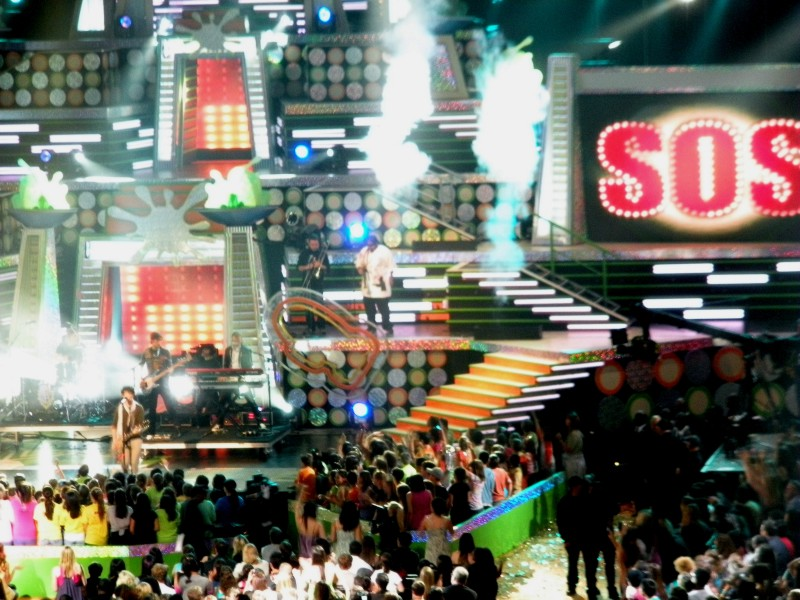
Jonas Brother vystupují na Kid's Choice Awards 2009

Skupina se také v červenci 2008 ocitla na obálce časopisu Rolling Stone Magazine a stala se tak nejmladší hudební skupinou, která se na obálce objevila. Jonas Brothers také navštívili Rock and Roll Hall of Fame a to ještě před svým vyprodaným koncertem v Blossom Music Center, 22. srpna 2008. Skupina reprezentovala na obalu svého alba A Little Bit Longer oblečení, které navrhl Jim Henke, viceprezident Rock and Roll Hall of Fame. Oblečení je součást expozice Right Here, Right Now!, která obsahuje dnes velmi známé umělce. V prosinci 2008 byli Jonas Brothers nominováni na Grammy Award v kategorii Best New Artist. Bylo potvrzeno, že Jonas Brothers budou spolupracovat s R&B producentem Timbalandem a to na songu "Dumb". Chris Brown řekl, že by chtěl s Jonas Brothers taky spolupracovat. Jonas Brothers dále účinkovali jako hudební hosté v Saturday Night Live.

### Lines, Vines and Trying Times (2009–2010)
Bratři dokončili natáčení jejich čtvrtého studiového alba Lines, Vines & Trying Times, které vyšlo 15. června 2009. Uvedli, že písničky nahrávali během jejich turné "Burning Up Tour", které se konalo v roce 2008. Skupina také 11. března 2009 uvedla, že se vydá během roku 2009 na světové turné. Jako předskokany si v Americe vybrali populární jihokorejskou dívčí skupinu Wonder Girls.
Ještě než vydali album Lines, Vines & Trying Times, vydali dva singly - měsíc před vydáním "Paranoid" a sedm dní před vydáním "Fly With Me". Lines, Vines & Trying Times se stalo jejich druhým albem na prvním místě hitparády. Kapela pak 7. července 2009 podepsala s Honor Society nahrávací smlouvu u Hollywood Records. O měsíc později byl na Radio Disney vydán singl "Send It On". V singlu zpívají také Miley Cyrusová, Demi Lovato a Selena Gomezová. Disney Channel zveřejnil hudební video 14. srpna 2009. Jonas Brothers 9. srpna 2009 moderovali a vystoupili na Teen Choice Awards. 

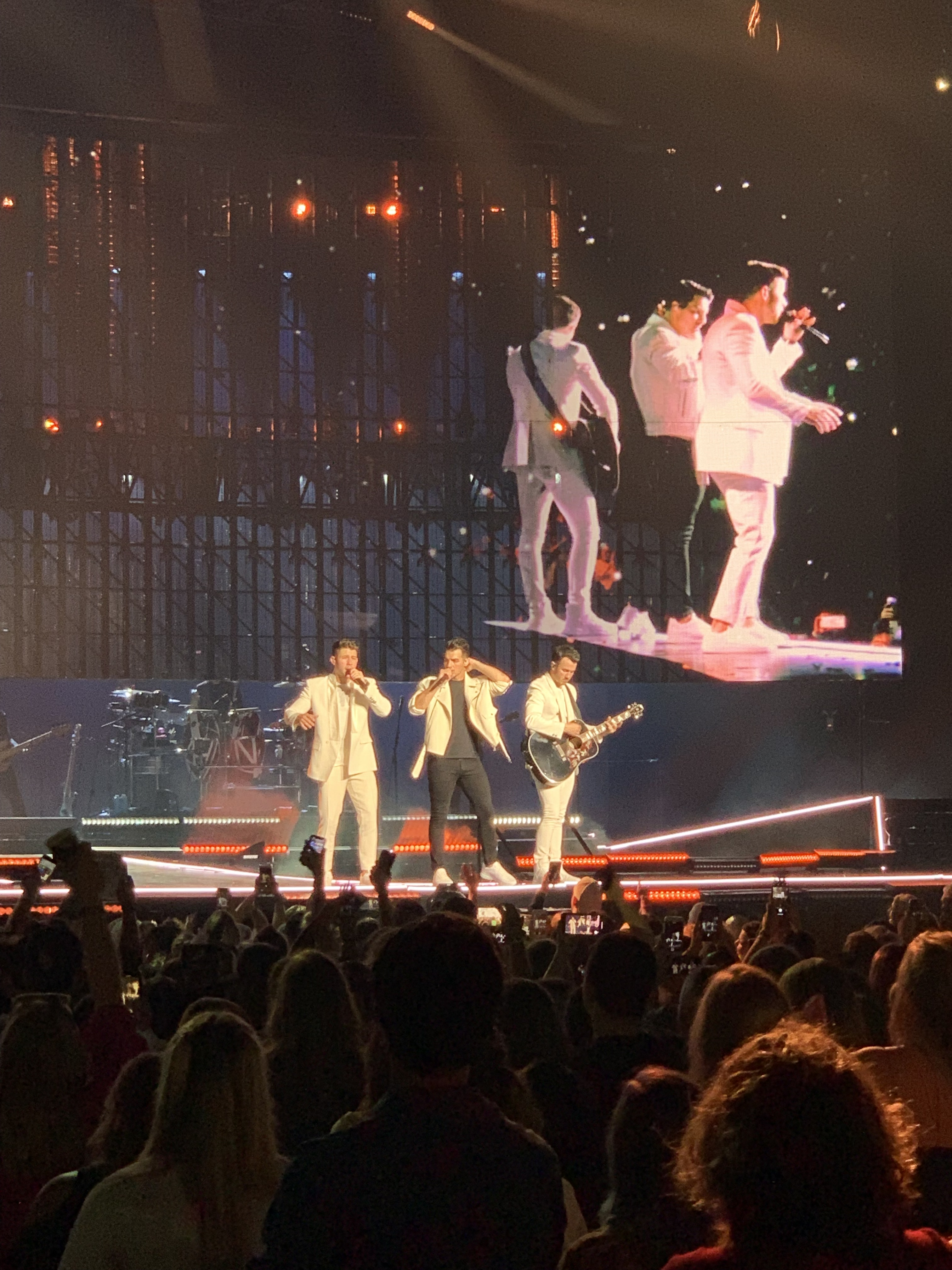
Koncert Jonas Brothers v roce 2019, Nashville.

Po úspěchu filmu Camp Rock se začal v roce 2009 natáčet další díl s názvem Camp Rock 2: The Final Jam, který vyšel na Disney Channel v září roku 2010.

### Rozpad kapely a sólová kariéra (2011–2017)
Skupina se dostala do osobních problémů a jejich poslední album z roku 2009 se neprodávalo dobře. Kapela pracovala na dalším albu s názvem V, které ale nakonec nevydala. Místo něj vzniklo album LiVe, které obsahovalo živé verze jejich předchozích písní s několika písněmi k nevydanému albu V.  V roce 2013 se kapela nakonec rozpadla a přerušila i zbytek probíhajícího turné "Live Tour".
Nick a Joe poté každý vydali vlastní sólo alba, kritikou však nebyla přijata dobře. Kevin mezitím založil stavební firmu, podnikal v marketingu a zaměřil se na svou rodinu (manželku Danielle a dvě dcery). Nick vydal celkem dvě alba, v roce 2014 také úspěšný singl "Jealous". Později se v roce 2012 vrátil na Broadway a vystupoval v několika muzikálech. Joe založil kapelu DNCE, která se roku 2016 celosvětově proslavila hitem "Cake By the Ocean", který se umístil na první příčce hitparád v mnoha zemích světa. Kapela si také zahrála na slavném festivalu Coachella nebo v pořadu The Graham Norton Show. Nick a Joe se také vrátili k filmu – Nick si zahrál v nové adaptaci filmu Jumanji a Joe daboval postavu Krakena v animovaném filmu Hotel Transylvania 3.

### Návrat kapely na hudební scénu (2018–současnost)
V roce 2018 se členové kapely spojili při natáčení dokumentu o své minulosti s názvem "Chasing Happiness" pro Amazon Prime. Joe Jonas se v té době také účastnil jako porotce natáčení sedmé řady show The Voice Australia. Skupina později oznámila svůj comeback se svým novým singlem "Sucker" na začátku roku 2019. Singl se stal jejich prvním, který se umístil na první příčce hitparády Billboard Hot 100, stal se několikrát platinovým v několika zemích včetně dvojnásobného platinového ocenění v USA a získal také ocenění v kategorii Best Pop Video na MTV Video Music Awards 2019. V červnu 2019 pak kapela vydala své nové album Happiness Begins.
V lednu roku 2020 vydali další singl "What a Man Gotta Do". Poté se účastnili 62. předávání cen Grammy, kde vystoupili s novou písní "Five More Minutes", která by se měla objevit na jejich novém albu.

## Zajímavosti
Nejstarší z bratrů je Kevin (* 5. listopadu 1987), dále Joe (* 15. srpna 1989) a nejmladším je Nick (* 16. září 1992). Mají i čtvrtého bratra, který ale není součástí kapely, zahrál si však třeba v druhém pokračování úspěšného filmu Camp Rock. Jmenuje se Franklin (Frankie) Jonas – přezdíváno mu bývá Bonus Jonas nebo Frank Tank.
Bratři i jejich agent zvažovali pro kapelu název Sons of Jonas, ve volném překladu Synové Jonasových. Nakonec usoudili že Jonas Brothers bude lepší. V roce 2008 natočili komediální sérii J.O.N.A.S, která má pokračování v další řadě J.O.N.A.S L.A.
Nick Jonas trpí od dětství cukrovkou I. typu, která mu byla diagnostikována až ve 13 letech, nosí u sebe proto stále inzulinovou pumpu. Singl "A Little Bit Longer" je o jeho zkušenostech s onemocněním. Nick úzce spolupracuje s Bayer Diabetes Care s cílem podpořit a inspirovat osoby se stejným onemocněním. Kapela také věnuje procento ze svých zisků charitativní organizaci Change for the Children Foundation, kterou sami založili.

## Diskografie
- It's About Time (2006)
- Jonas Brothers (2007)
- A Little Bit Longer (2008)
- Lines, Vines and Trying Times (2009)
- Happiness Begins (2019)
- The Album (2023)
- Greetings from Your Hometown (2025)

## Filmografie
| Rok  | Název                                     | Joe        | Nick       | Kevin       | Poznámky                                        |
| 2007 | Hannah Montana                            | Sám sebe   | Sám sebe   | Sám sebe    | Epizoda: Já a pan Jonas a pan Jonas a pan Jonas |
| 2008 | Jonas Brothers: Living the Dream          | Sám sebe   | Sám sebe   | Sám sebe    | Hlavní hvězdy                                   |
| 2008 | Camp Rock                                 | Shane Gray | Nate       | Jason       | Disney Channel                                  |
| 2009 | Jonas Brothers: The 3D Concert Experience | Sám sebe   | Sám sebe   | Sám sebe    | Hlavní hvězdy                                   |
| 2009 | JONAS                                     | Joe Lucas  | Nick Lucas | Kevin Lucas | Hlavní hvězdy                                   |
| 2009 | Noc v muzeu 2                             | Angel      | Angel      | Angel       | 20th Century Fox                                |
| 2010 | Camp Rock 2: The Final Jam                | Shane Gray | Nate       | Jason       | Disney Channel                                  |
| 2010 | JONAS L.A.                                | Joe Lucas  | Nick Lucas | Kevin Lucas | Disney Channel                                  |